# Pit-roig
El pit-roig, barba-roig, rupit o ropit també a les Balears, reiet (País Valencià), reientí, reientinc o piquet roget (Erithacus rubecula) és un ocell menut i relativament abundant als Països Catalans. Té el plomatge gris, amb el front, la gola i el pit d'un color roig carbassa. Mesura 14 cm, pesa entre 16 i 22 grams i pot arribar a viure 13 anys.
És l'únic membre actualment existent del gènere Erithacus, a la família dels muscicàpids (muscicapidae).

## Descripció

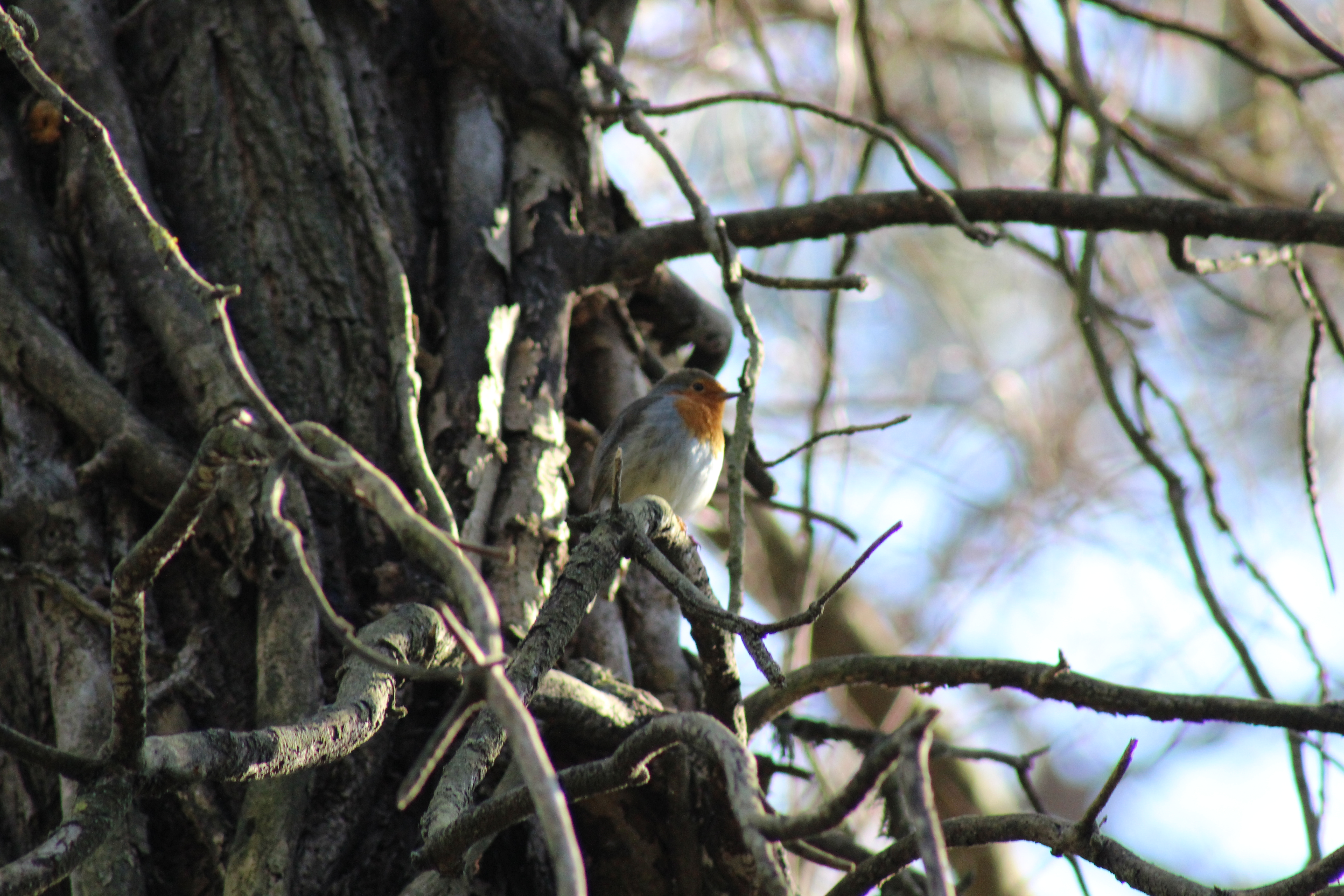
Pit-roig europeu al seu hàbitat natural a Villa Ada, Roma

El pit-roig europeu adult és de 12,5 a 14,0 cm de llarg i pesa entre 16 i 22 g, amb una envergadura de 20-22 cm. El mascle i la femella tenen un plomatge similar; un pit i una cara taronja (de color més fort que la subespècie britànica E. r. melophilus), revestida per un gris blavós als costats del coll i el pit. Les parts superiors són marronoses o de color oliva en les aus britàniques, i la panxa blanquinosa, mentre que les potes i els peus són marrons. El bec i els ulls són negres. Els joves són de color marró i blanc tacat, amb taques de taronja que van apareixent gradualment.

## Distribució i hàbitat

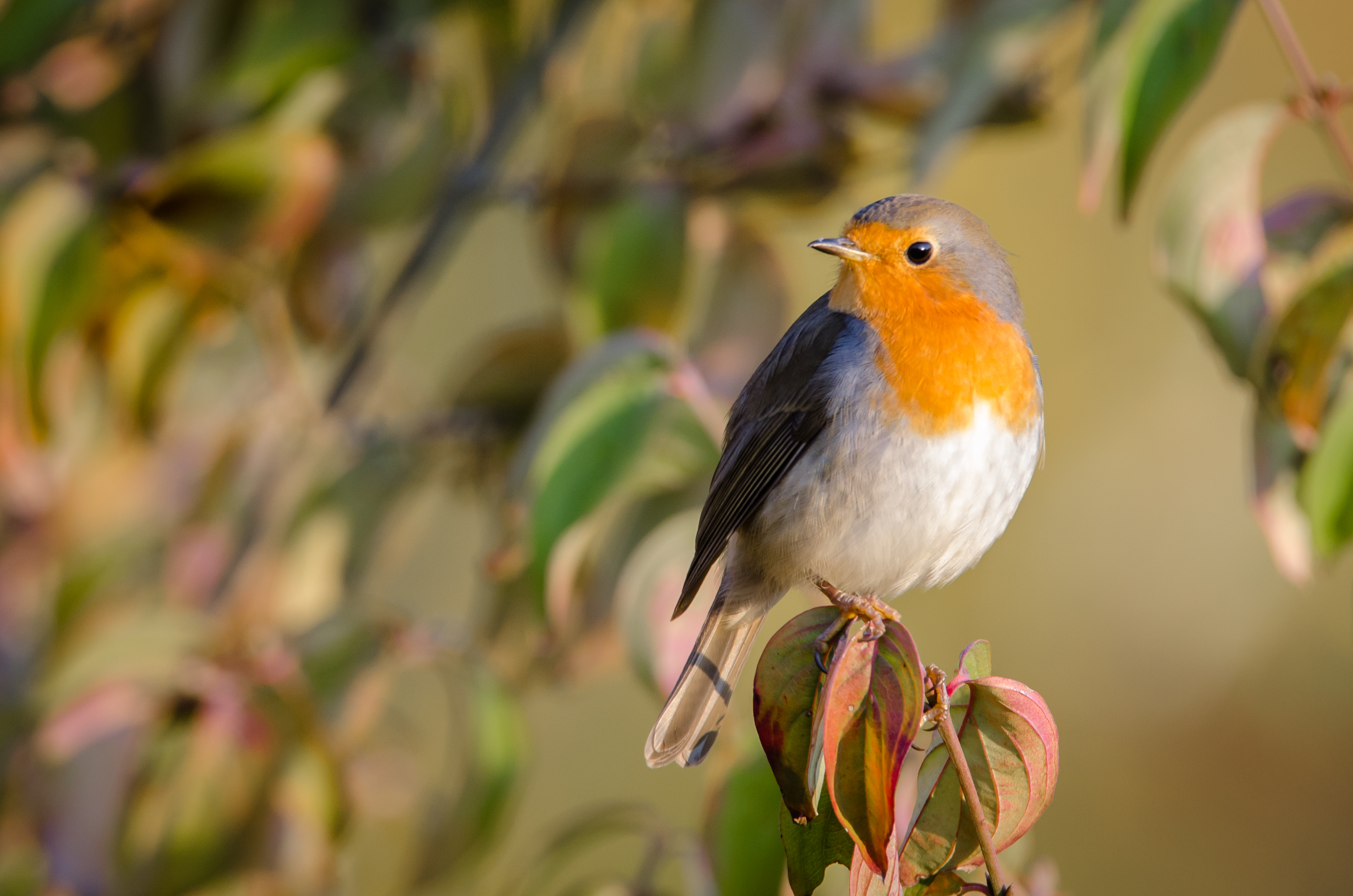
Robin europeu a Düsseldorf, Alemanya

El pit-roig es troba a Euràsia a l'est de Sibèria Occidental, al sud d'Algèria i a les illes atlàntiques tant a l'oest com al Grup Central de les Açores i Madeira. És un migrant a Islàndia. Al sud-est, arriba a l'Iran, a la serralada del Caucas. Els pit-roigs irlandesos i britànics són residents en gran part, però una petita minoria, generalment femenina, migra al sud d'Europa durant l'hivern, alguns fins a Espanya. Els pit-roigs escandinaus i russos migren a Gran Bretanya i Europa occidental per fugir dels hiverns més durs. Aquests migrants es poden reconèixer pel to més gris de les parts superiors del cos i pel pit taronja més apagat. El pit-roig europeu prefereix els boscos d’avet del nord d’Europa, en contrast amb la seva preferència pels parcs i jardins de Gran Bretanya.
Al sud de la península Ibèrica es produeix la segregació entre els residents i els migrants, que tornen als mateixos boscos on es van criar.
Els intents d'introduir el pit-roig europeu a Austràlia i Nova Zelanda a la darreria del segle xix van fracassar. Diverses societats locals d’aclimatació van alliberar aus a Melbourne, Auckland, Christchurch, Wellington i Dunedin, sense que se n’establís cap. Va haver-hi un resultat similar a Amèrica del Nord, ja que les aus no es van poder establir després de ser alliberades a Long Island, Nova York el 1852, Oregon el 1889–1892 i la península de Saanich a la Colúmbia Britànica el 1908–1910.

## Ecologia
És molt conegut perquè és del pocs ocells que és relativament sociable amb les persones (hemerofília) i els acompanya mentre feinegen al camp, al jardí o al bosc per aprofitar-se de les nostres activitats per trobar menjar. Una altra curiositat és que és dels ocells que més triga a descansar quan es fa fosc. Sembla que hi veu amb molt poca llum. Té un bec petit, precís, capaç per agafar les larves que menja.
És sobretot a l'hivern que es deixa veure pels pobles i ciutats, tot i que a certs llocs es passa la vida al costat de l'home. A la resta d'estacions habita sobretot en boscos amb sotabosc molt dens, si bé també nidifica en alguns parcs (a Barcelona, nidifica a Montjuïc, a les Heures i a la Ciutadella).
Al nord de la península Ibèrica n'hi ha poblacions sedentàries, a les quals a l'hivern s'hi afegeixen poblacions emigrants procedents del centre i nord d'Europa.

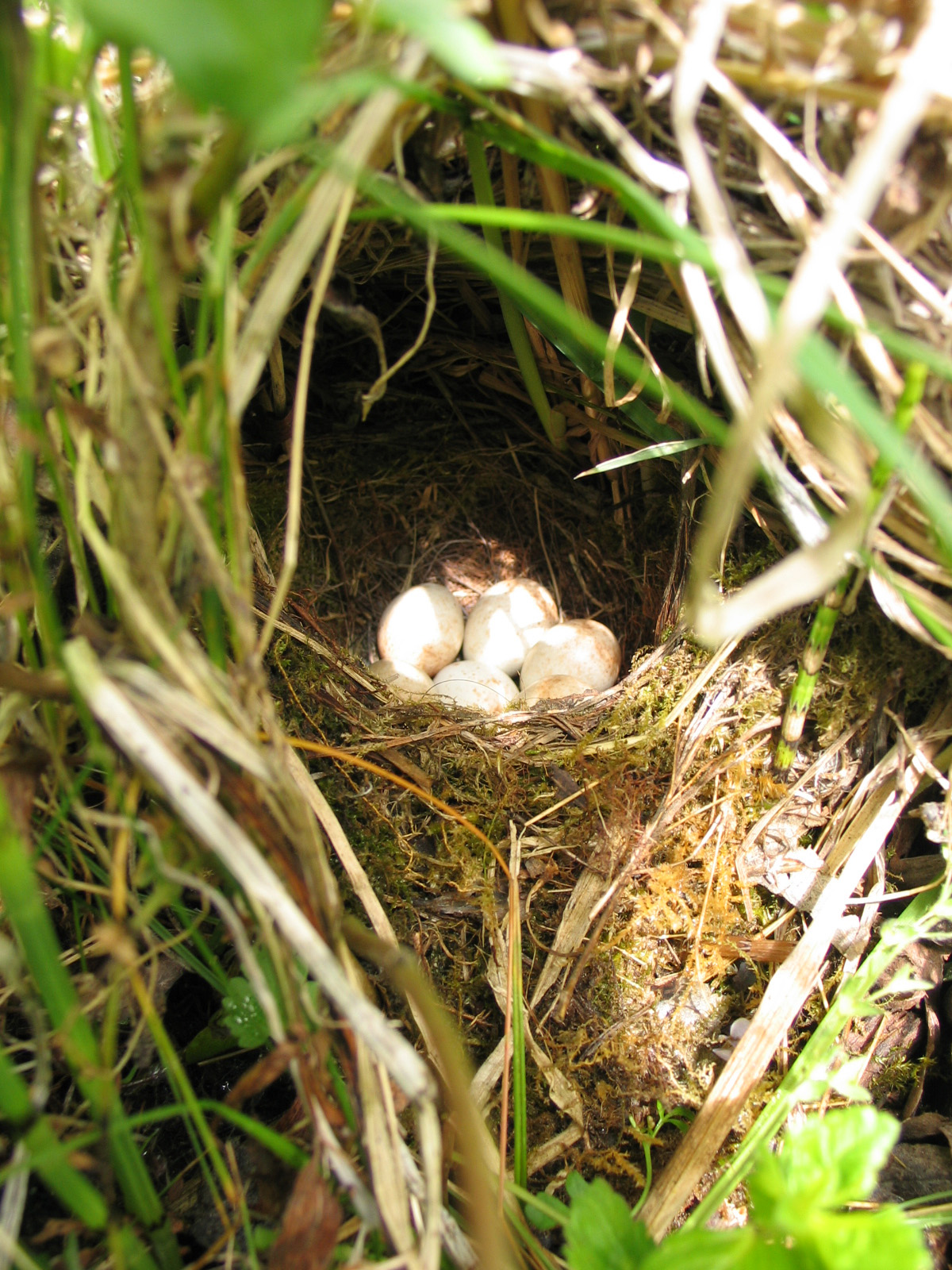
Niu amb ous.

El seu cant melodiós i allargat li serveix per defensar els seus territoris des de la tardor a la primavera. A l'estiu no canta. A l'hivern, la parella defensa cada un la seva part del territori. El seu cant sol començar amb notes fines i llargues que progressivament s'acceleren. Tant ritme com volum varien, sense repetir estrofes.
Busca el seu menjar en els camps i als sotaboscos. El seu règim alimentari està integrat sobretot per invertebrats que viuen per terra com insectes, en particular els coleòpters, caragols, aranyes… De la tardor a la primavera consumeix baies i petits fruits.
Aquest ocell és també adepte a les menjadores, li agraden tots els derivats de la farina, petites llavors, la mantega, fins i tot petits trossets de carn o patates. Millor arran de terra que és on normalment hi troben el menjar silvestre.
El seu període de nidificació va d'abril a agost. Fa una o dues postes l'any amb cinc o sis ous per posta (d'un color blanc amb taques brunes), que incuba la femella durant 13 o 14 dies. La còpula es produeix a partir del desembre. Generalment la femella va a trobar el mascle en el seu territori. Fan el niu a soques seques, bancs de terra o forats de murs, tant a jardins com al bosc. Construeixen un niu hemisfèric a base de molsa, herbes i fulles seques, fent un coixí amb plomes i pèls.